# Surgénérateur de Kalkar
Le surgénérateur de Kalkar, ou SNR-300 (Schneller Natriumgekühlter Reaktor), était un réacteur nucléaire surgénérateur à neutrons rapides et à caloporteur sodium, construit sur la commune de Kalkar en Rhénanie-du-Nord-Westphalie (Allemagne).
Cette centrale électrique devait produire 327 MW d'électricité mais fut arrêtée pour des raisons politiques avant de recevoir son combustible nucléaire. Elle abrite depuis 1995 un parc de loisirs, le Wunderland Kalkar (de) (« Pays des merveilles de Kalkar »).

## Histoire
Fin 1972, l'Allemagne de l'Ouest souhaite réduire sa dépendance aux importations d'énergie et améliorer la rentabilité de son uranium, ressource alors limitée pour le pays. Elle décide la construction d'un surgénérateur prototype, à la suite des réacteurs Phénix, construit en France en 1968, et BN-350, achevé en 1973 en URSS. Associée à la Belgique et aux Pays-Bas, elle confie à Interatom, filiale de Siemens, la construction du nouveau réacteur, qui commence fin 1973 en Basse-Rhénanie.
De vives protestations accompagnent les travaux : 10 000 personnes se mobilisent contre ce projet dès 1974. Les considérations de sécurité autour de la nouvelle technologie que représente le refroidissement au sodium et les nécessaires modifications du projet accroissent les coûts d'environ 3,7 milliards d'euros. L'État belge y investit près de 250 millions €[réf. nécessaire].
Lorsque la construction est achevée en 1986, les manifestations et la catastrophe de Tchernobyl la même année font reporter la mise en service du réacteur. La sûreté et l'entretien des bâtiments coûtent alors 50 millions € par an et emploient 220 personnes. Le 21 mars 1991, le ministre de la recherche Heinz Riesenhuber annonce finalement l'arrêt définitif du surgénérateur. Les protestations contre ce réacteur constituent un fait marquant dans l'histoire du mouvement antinucléaire en Allemagne et ont contribué à la naissance du parti Alliance 90 / Les Verts.
En 1995, le complexe est racheté par l'investisseur néerlandais Hennie van der Most (nl) et transformé en un parc de loisirs. Le site abrite également un centre des congrès, des hôtels et des restaurants. Selon certaines sources[Lesquelles ?], le prix de la vente se serait élevé à 2,5 millions d'euros. Les travaux de démolition, s'ils avaient été réalisés, auraient coûté 75 millions d'euros[réf. nécessaire].

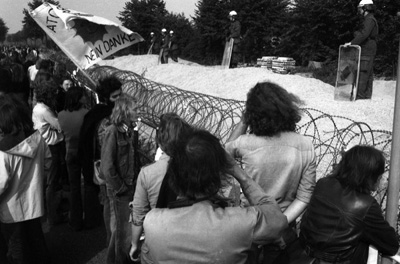
Participants à la grande manifestation anti-nucléaire contre la construction de la centrale atomique de Kalkar en 1977

## Parc de loisirs

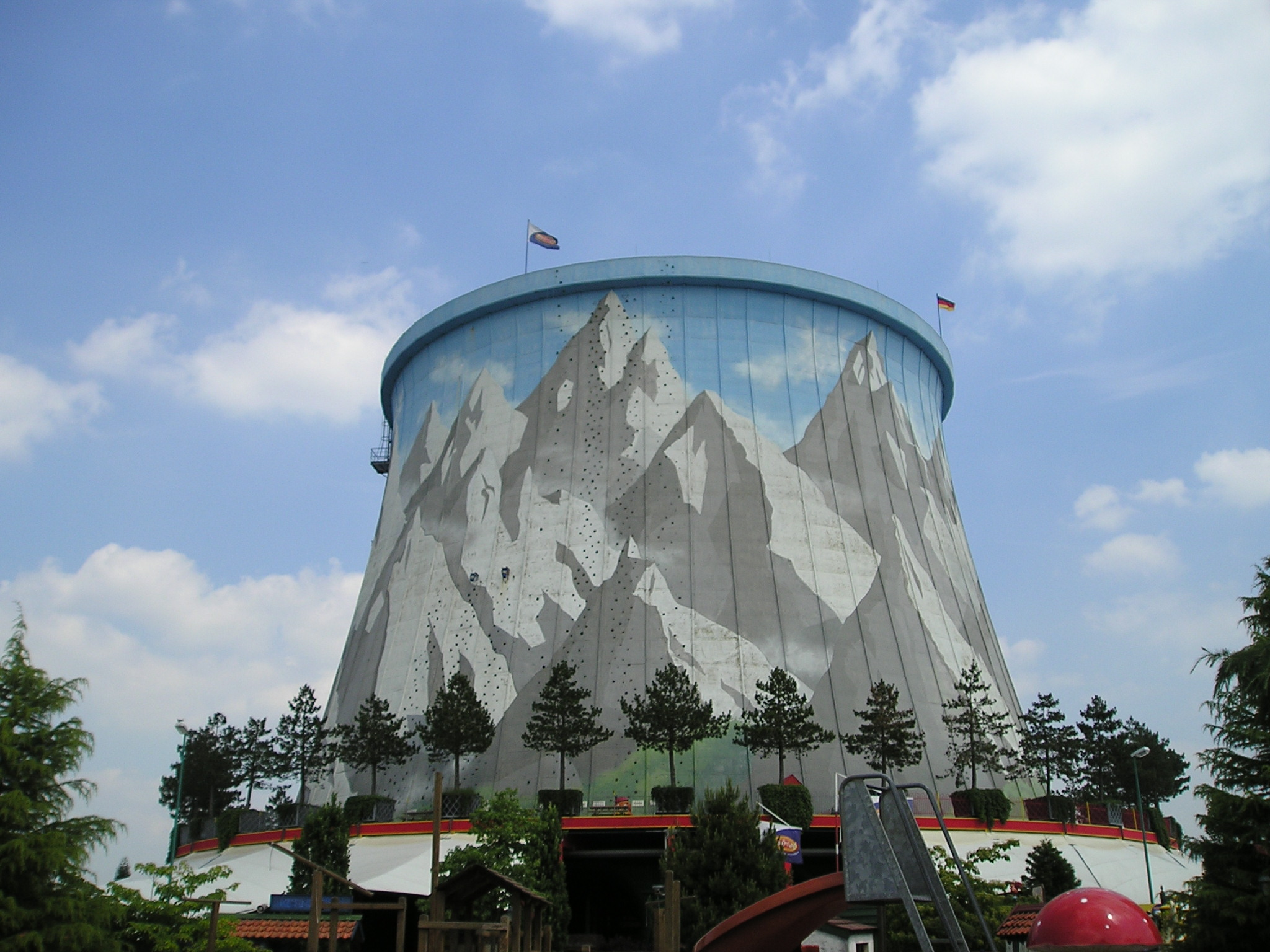
La tour de refroidissement fait partie du parc et abrite un manège

Le parc de loisirs propose de nombreuses activités sportives, tels que tennis, badminton, volley-ball, basket-ball, minigolf, karting et escalade. Aucun matériel radioactif n'ayant jamais été entreposé sur le site, aucune radiation n'y est à craindre.

## Destin des réacteurs
Les réacteurs sont aujourd'hui placés sous la surveillance de l’État à Hanau. Ils sont la propriété de la société RWE Power AG. Celle-ci ne disposant pas d'autorisation pour recycler le matériel nucléaire enrichi à environ 35 % de plutonium, ils sont envoyés à l'usine de retraitement de la Hague. Le combustible MOX produit est ensuite utilisé dans des centrales nucléaires traditionnelles. Il a par ailleurs été envisagé de réutiliser certaines parties du noyau et de la centrale pour des projets de surgénérateurs en Chine[réf. nécessaire].